# الدفاع (مجلة)
مجلة الدفاع مجلة سعودية فصلية صدر عددها الأول عام 1962م / 1382هـ باسم (مجلة الجيش العربي السعودي)، وتصدر المجلة عن وزارة الدفاع السعودية.

## تاريخ المجلة
- 1962م: صدر العدد الأول من المجلة باسم مجلة الجيش العربي السعودي. وكتب في الصفحة الأولى: رجال أسهموا في بناء الجيش، وفي الصفحة الثانية: صورة تذكارية في صالة النشاط الثقافي والاجتماعي بالكلية الحربية (هؤلاء رجال ساهم كل منهم في بناء الجيش ونهضته بقسط وافر من الجهد والإخلاص والتفاني: معالي الفريق إبراهيم الطاسان، رئيس هيئة أركان حر بالجيش سابقاً. سعادة الشيخ محمد الصالح، وكيل وزارة الدفاع سابقاً. سعادة الفريق سعيد جودت، قائد لواء الحرس الملكي حالياً. سعادة اللواء (متقاعد) أحمد مجلد، رئيس نيابة الأحكام العسكرية سابقاً.
- وقد كتب مقدمة العدد العقيد علي الشاعر مدير إدارة الشؤون العامة بالنيابة.
- 1963م: صدر العدد الثاني وتغير اسم المجلة إلى (الدفاع:مجلة القوات المسلحة السعودية)، عسكرية، ثقافية، اجتماعية، تصدر مرة كل ثلاثة أشهر مؤقتاً. المشرف العام: العقيد محمد الطيب التونسي، رئيس التحرير: الرئيس جواد الفاسي، سكرتير التحرير: عبد الرحمن الشاعر.[1]
- 1965م: صدر قرار مجلس الوزراء رقم 483 بإنشاء مجلة الدفاع بعد أن أثبتت نجاحها في سنتي التجربة.
- 2023م: احتفلت المجلة بمرور 60 عاماً على صدورها،[3] ودشن رئيس هيئة الأركان العامة بوزارة الدفاع الفريق أول الركن فياض حامد الرويلي المنصة الرقمية الجديدة لمجلة الدفاع.[4]

## رؤساء تحرير مجلة الدفاع
| م  | رئيس التحرير                           | من تاريخ | إلى تاريخ | مصدر  |
| -- | -------------------------------------- | -------- | --------- | ----- |
| 1  | العقيد/ علي بن حسن الشاعر              | 1962م    | 1962م     | [ 5 ] |
| 2  | الرئيس/ أجواد بن عبد الله الفاسي       | 1963م    | 1964م     |       |
| 3  | العقيد/ عبد الرحمن أبو السمح           | 1964م    | 1966م     |       |
| 4  | العقيد/ مصطفى بن كمال خوجه             | 1967م    | 1970م     |       |
| 5  | اللواء/ عقيل بن ضيف الله القويعي       | 1971م    | 1975م     |       |
| 6  | الأستاذ/ عبد الرحمن بن عبد الله الشاعر | 1976م    | 1988م     |       |
| 7  | العميد/ سبأ بن عبد الله باهبري         | 1988م    | 1992م     |       |
| 8  | العميد/ فواز بن خالد السعد             | 1992م    | 1992م     |       |
| 9  | العميد/ عبد الكريم بن عيد العلي        | 1993م    | 2005م     |       |
| 10 | العميد/ علي بن محمد الشهري             | 2006م    | 2008م     |       |
| 11 | الأستاذ/ عاشور بن إبراهيم الجهني       | 2008م    | 2013م     | [ 6 ] |
| 12 | الأستاذ/ إبراهيم بن سليمان الدوسري     | 2014م    | إلى الآن  | [ 7 ] |

## المشرفون على مجلة الدفاع
| م  | المشرف                            | من تاريخ               | إلى تاريخ              | مصدر  |
| -- | --------------------------------- | ---------------------- | ---------------------- | ----- |
| 1  | العقيد/ علي بن حسن الشاعر         | 1 محرم 1382هـ          | 1 ذي الحجة 1382هـ      | [ 8 ] |
| 2  | العميد/ محمد بن طيب تونسي         | 1 ذو الحجة 1382هـ      | 1 ربيع الآخر 1384هـ    |       |
| 3  | العقيد/ عبد الرحمن أبو السمح      | 1 ربيع الآخر 1384هـ    | 1 جمادى الأولى 1386هـ  |       |
| 4  | العقيد/ محمد الطرابلسي            | 1 جمادى الأولى 1386هـ  | 15 جمادى الأولى 1386هـ |       |
| 5  | العقيد/ مصطفى خوجه                | 15 جمادى الأولى 1386هـ | 1 ربيع الأول 1390هـ    |       |
| 6  | العقيد/ سليمان الحرقان            | 1 ربيع الأول 1390هـ    | 1 ذو الحجة 1390هـ      |       |
| 7  | اللواء/ عقيل القويعي              | 1 ذو الحجة 1390هـ      | 1 محرم 1404هـ          |       |
| 8  | العميد/ أحمد الغامدي              | 1 ذو القعدة 1404هـ     | 1 محرم 1407هـ          |       |
| 9  | اللواء/ عبد الله الشدوخي          | 1 ربيع الأول 1407هـ    | 1 محرم 1414هـ          |       |
| 10 | اللواء/ د. إبراهيم المالك         | 1 محرم 1414هـ          | 1 ذوالحجة 1434هـ       |       |
| 11 | اللواء الطيار الركن/ صالح بن طالب | 9 محرم 1434هـ          | 27 شوال 1438هـ         |       |
| 12 | العقيد الطيار الركن/ ماجد بن طالب | 27 شوال 1438هـ         | 1 صفر 1441هـ           |       |
| 13 | اللواء الركن/ سطم بن طواله        | 1 صفر 1441هـ           | 18 شوال 1443هـ         |       |
| 14 | الأستاذ/ عبد الرحمن سلطان السلطان | 18 شوال 1443هـ         | إلى الآن               | [ 2 ] |